# Tourismus in Niederösterreich

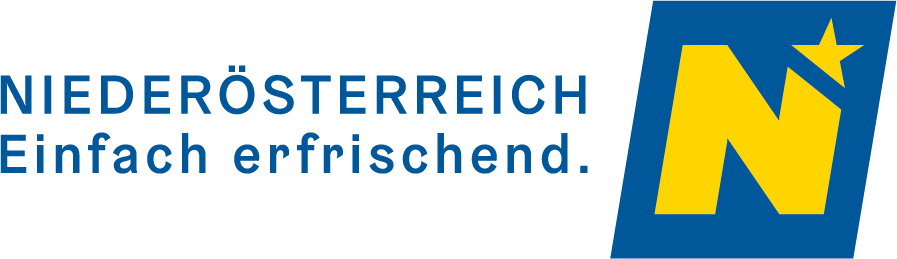
Logo der Niederösterreich-Werbung GmbH

Tourismus ist ein wichtiger Wirtschaftsfaktor im österreichischen Bundesland Niederösterreich, der auf Basis eines Landesgesetzes gefördert wird.

## Wirtschaftliche Bedeutung
Tourismus erzielt einen Anteil von 3 % der Bruttowertschöpfung Niederösterreichs, davon entfallen etwa 40 % auf den Nächtigungstourismus und 60 % auf den Ausflugstourismus.
Insgesamt gibt es rund 3.200 Beherbergungsbetriebe in Niederösterreich mit rund 69.000 Betten. Diese erzielten 2018 ein Rekordjahr mit 7.414 Millionen Nächtigungen – einem Plus von 3,2 % zum Vorjahr. 2017 konnten 7,18 Millionen Nächtigungen (+4,1 % zum Vorjahr) und 2,85 Millionen Ankünfte (+7,6 % zum Vorjahr) verzeichnet werden. Etwa je ein Drittel der Nächtigungen entfallen auf den Urlaubs-, Gesundheits- und Wirtschaftstourismus. Der Inlandsmarkt ist mit 69 % der stärkste Markt, gefolgt von Deutschland mit 12 %. Die Niederösterreich-Werbung fördert den Nächtigungstourismus unter anderem mit Qualitätsinitiativen wie die „Genießerzimmer Niederösterreich“.
Laut einer Studie vom März 2018 werden fast 40 Millionen Tagesausflüge in und nach Niederösterreich unternommen, was 1,4 Milliarden Euro Umsatz entspricht. 2006 wurde die Niederösterreich-CARD, eine Ausflugskarte für Niederösterreich, eingeführt. Diese ist eine Tochterfirma der Niederösterreich Werbung.

## Niederösterreichisches Tourismusgesetz
Rechtliche Grundlage der staatlichen Förderung des Tourismus ist das niederösterreichische Tourismusgesetz von 2010. Es regelt, wie der Tourismus in Niederösterreich unter Berücksichtigung der touristischen Eignungen, der ökologischen Belastbarkeit und der wirtschaftlichen Voraussetzungen gefördert und weiterentwickelt werden kann. Darin ist unter anderem geregelt:
- Nächtigungstaxe für Unterkunftgeber
- Interessentenbeitrag für Tourismusinteressenten
- Vermieten von Wohnraum für touristische Zwecke in Niederösterreich
- Gliederung der Gemeinden in Ortsklassen
- Verordnung über die Wertsicherung der Nächtigungstaxen[11]

## Niederösterreich-Werbung
Die Niederösterreich-Werbung GmbH wurde 1995 gegründet, um die Tourismuswerbung aus dem Amt der NÖ Landesregierung auszulagern. Eigentümer der Niederösterreich-Werbung GmbH sind das Land Niederösterreich (95 %) sowie die Wirtschaftskammer Niederösterreich (5 %). Geschäftsführer bis 2020 war Christoph Madl, auf ihn folgte Michael Duscher. Das Unternehmen beschäftigt rund 45 Mitarbeiter und hat seinen Sitz im Wirtschaftszentrum Niederösterreich in St. Pölten.
Als offizielle Tourismus- und Marketingorganisation des Landes hat das Unternehmen die Aufgabe, als serviceorientierter Partner für die Tourismuswirtschaft, im Kooperationssystem mit den Destinationen, zu agieren. Ebenso gilt es Niederösterreich als Ausflugs- und Urlaubsziel im In- und Ausland zu vermarkten – verstärkt auch in den digitalen Medien. Basis dafür bildet die Tourismusstrategie Niederösterreich 2020. Diese forciert die Steigerung der Nächtigungen, Erhöhung der Wertschöpfung im Ausflugstourismus und die Erhöhung der Zahl der Qualitätspartner. Weiters ist die Niederösterreich-Werbung mit der Koordination der Medienplanung des Wirtschaftsressorts und mit der Umsetzung der Programme Spitzensportsponsoring und Breitensport für SPORT.LAND.Niederösterreich zuständig.
Zur Bewirtschaftung der vier landesweiten strategischen Geschäftsfelder gehören:
- Urlaubs- und Ausflugstourismus
- Gruppenreisen
- Wirtschaftstourismus
- Gesundheitstourismus

Die Vermarktung erfolgt in den Zielmärkten Österreich, Deutschland, Ungarn, Tschechien und Slowakei.
Die Niederösterreich-Werbung ist in vier Bereiche gegliedert, die verschiedene operative Teams bündeln:
1. Touristische Geschäftsfelder und Qualitätsmanagement
2. Marketing
3. Interne Services
4. SPORT.LAND.Niederösterreich[19]